# Cəlilabad (Stadt)
Cəlilabad ist eine Stadt in Aserbaidschan. Sie ist Hauptstadt des Bezirks Cəlilabad. Die Stadt hat 47.400 Einwohner (Stand: 2021). 2014 betrug die Einwohnerzahl etwa 44.200.
Cəlilabad liegt nahe der Grenze zu Iran und besitzt einen Park, ein Museum und einen Rummelplatz. Durch die Stadt verläuft die Straße von Biləsuvar  nach Astara.